# 尤尼弗西蒂海茨 (俄亥俄州)
| 调查年 | 人口   | 备注 | %±       |
| ------ | ------ | ---- | -------- |
| 1910   | 221    |      | —        |
| 1920   | 131    |      | −40.7%   |
| 1930   | 2,237  |      | 1,607.6% |
| 1940   | 5,981  |      | 167.4%   |
| 1950   | 11,566 |      | 93.4%    |
| 1960   | 16,641 |      | 43.9%    |
| 1970   | 17,055 |      | 2.5%     |
| 1980   | 15,401 |      | −9.7%    |
| 1990   | 14,790 |      | −4.0%    |
| 2000   | 14,146 |      | −4.4%    |
| 2010   | 13,539 |      | −4.3%    |

大学高地（英文：University Heights）是一個位於美國俄亥俄州凱霍加縣的城市。於2010年，大学高地人口為13,539人。大学高地的绰号為「美好家园之城」。大学高地與克利夫兰高地紧密联系在一起，兩座城市共用同一個校區、图书馆、邮局、美國郵遞區號、一些城市服务和傳媒。

## 历史
原本大学高地是屬於沃伦威乐乡，而當時的大学高地名為「空闲木寨」。空闲木寨在约翰卡罗尔大学搬遷至這裡後不久的1925年，更名為大學高地。约翰卡罗尔大学令到大學高地得到大量人才並迅速發展，最終於1940年正式獲得城市地位。

## 地理
大学高地的座標為41°29′42″N 81°32′13″W / 41.49500°N 81.53694°W（41.495019，-81.536864）。
根據美国人口调查局，大学高地總面積為1.83平方英里（4.7平方），並沒有水域。大学高地的東面為碧奇胡德，西面為克利夫兰高地，北面為南欧几里德，而南面則為夏克海茨高地。

## 人口
根據2010年人口普查，大学高地擁有13,539居民、4,810户人和3,011家庭。大学高地的人口密度為7,439人每平方英里。大学高地的人口是由71.8%白人、23.1%黑人、0.1%土著、2.4%亞洲人（0.8%印度人、0.7%華人、0.2%韓國人）、0.02%太平洋岛民、0.9%其他種族和1.6%混血构成。
大学高地每戶的平均收入為$72,519美金，而家庭平均收入則為$88,892。大学高地的人均收入為$30,081，約6.2%人口收入在贫窮线以下。在25歲以上的人口中，67.0%擁有学士或以上學位。
在13,539居民中，有20.8%為18歲以下、18.9%為18至24歲、27.8%為25至44歲、19.1%為45至64歲以及13.4%為65歲以上。人口的年齡中位數為32歲，而每100個女性就有89.2個男性。
於2000年，大学高地的5,163户人中有29.3%擁有一個或以上的兒童（18歲以下）、52.9%為同居夫妻、9.3%為獨居女性、而有35.7%為非家庭。其中29.9%户人為獨居，11.7%為同居長者。平均每戶有2.37人，而平均每個家庭則有2.99人。

## 教育

### 高等学校
- 约翰卡罗尔大学[11]

### 公立学校
大學高地的教育主要由克利夫蘭高地-大学高地城市学区提供。而学区11間學校裡有4間位於大學高地，分別是威利中学、泽日地专业发展学校、百丽费尔学校和幼儿教育中心。

### 民办学校
- 格苏天主教学校